# Dungeons & Dragons
Dungeons & Dragons (skraćeno D&D ili DnD, prevedeno na hrvatski Tamnice i zmajevi) stolna je igra uloga (RPG) smještena u fantastični svijet. Izdaje ju tvrtka Wizards of the Coast. Izvorni autori Gary Gygax i Dave Arneson su D&D po prvi puta objavili u siječnju 1974. u vlastitoj tvrtki Tactical Studies Rules (TSR). Iako je igra izvorno nastala iz stolnih ratnih igara, prvo izdanje D&D-a se općenito smatra početkom suvremenih igara igranja uloga i, samim time, početkom industrije RPG-ova. 
D&D razlikuje se od tradicionalnih ratnih igara postavljajući svakog igrača u ulogu pojedinačnog lika, umjesto veće vojne postrojbe. Igrači se uživljavaju u uloge pustolova, a igrom upravlja tzv. gospodar tamnice (engl. dungeon master, skraćeno DM) - DM ima ulogu pripovjedača i suca, a njegova je zadaća upravljati svijetom igre i postavljati izazove, bitke i pustolovine pred ostale igrače. Nakon uspješno obavljenih zadaća, likovi bivaju nagrađeni blagom, znanjem i bodovnim iskustvom (engl. experience points, skraćeno XP), što im omogućuje napredovanje i otvara vrata još većim izazovima. 
Rani uspjeh D&D-a uzrokovao je zasićenje tržišta sličnim igrama. Usprkos ovoj konkurenciji, D&D je i dalje vodeći na tržištu industrije RPG-ova. Godine 1977., igra je podijeljena na dvije inačice: Dungeons & Dragons (pravilima oskudniju)  te Advanced Dungeons & Dragons (strožu i razrađenijih pravila, skraćeno AD&D). Drugo izdanje pravila AD&D-a objavljeno je 1989. godine. Podrška i razvoj originalnih inačica igre prekinuti su 2000. godine, kada je objavljeno treće izdanje s novim sustavom pravila. Ova pravila tvorila su osnovu sustava d20 dostupnih pod otvorenom licencijom (Open Game Licence, skraćeno OGL) koja dopušta korištenje pravila igre drugim izdavačima. Treće izdanje preuređeno je i poboljšano 2003. godine (poznato kao izdanje 3.5). Četvrto izdanje objavljeno je 2008., a peto izdanje 2014. godine. 
Dungeons & Dragons i danas je u samom vrhu najpoznatijih i najuspješnijih igara uloga, s procjenjenih 20 milijuna sadašnjih i bivših igrača te zaradom od preko 1 milijarde američkih dolara u prodaji knjiga i opreme. Igru podržavaju brojna izdanja unaprijed pripremljenih pustolovina i fantastičnih svjetova koje igrači mogu koristiti. Izvan okvira same igre, pojam D&D ostavio je traga kroz prateće proizvode (knjige, stripove, videoigre, kartaške igre, itd.), spomene u popularnoj kulturi, pa i razne kontroverze koje su ju okruživale (posebice u slučaju moralne panike u SAD-u 1980-ih koja je D&D nelogično povezivala sa sotonizmom i samoubojstvom). Igra je osvojila brojne nagrade i prevođena je na brojne jezike van izvornog engleskog (ali nijedna verzija igre nije još prevedena na hrvatski). 

## Sažetak igre
D&D je igra uloga određena pravilima, ali nema strogo određen završetak, niti pobjednike i gubitnike. Obično se igra u zatvorenome, a igrači su okupljeni za stolom. U pravilu, svaki igrač upravlja jednim likom - zamišljenom osobom u zamišljenom svijetu. Kada surađuju kao tim, grupa igrača sačinjava 'pustolovnu družinu' u kojoj se njihove različite sposobnosti međusobno nadopunjuju. Tijekom igre, svaki igrač usmjerava postupke svojeg lika i njegove interakcije s drugim likovima. Ova aktivnost provodi se kroz glumu, tj. verbalno oponašanje zamišljenih likova, ali i druge društvene i kognitivne vještine poput logike, osnovne matematike te mašte. Igra se često nastavlja kroz niz susreta (partija) i sačinjava jednu pustolovinu. Niz takvih pustolovina povezanih u širu priču naziva se 'kampanja'.
Posljedice odluka igrača i tijek priče oblikuje i određuje voditelj igre, gospodar tamnice (DM), sljedeći i interpretirajući pravila igre. DM odabire i opisuje razne 'likove neigrače' (engl. non-player character, skraćeno NPC) koje družina susreće, priprema svijet u kojemu se priča odvija te određuje kakve će izazove ostali igrači susresti. Ti izazovi su često bitke s različitim neprijateljima (divljim životinjama, zlim čarobnjacima, mitološkim čudovištima, itd.), ali mogu biti i društvene ili logičke prirode (zagonetke, šuljanje, potraga za mirnim rješenjem problema). DM ima dužnost poznavati i slijediti pravila, ali je također i slobodan pravila uvoditi, izbacivati ili prilagođavati svojem stilu igre. Ove izmjene zovu se 'kućna pravila' i provode se u pravilu uz prethodan dogovor sa svim igračima.
Novija izdanja igre predstavljaju osnovna pravila kroz tri glavne knjige: Pravilnik za igrače (engl. Player's Handbook), Vodič za gospodara tamnice, (engl. Dungeon Master's Guide) te Katalog čudovišta (engl. Monster Manual).
Materijale potrebne za igru sačinjavaju: osnovna pravila (dostupna u gore navedenim knjigama, ali i na Internetu u tzv. Referentom dokumentu sustava (engl. Systems Reference Document, skraćeno SRD) i mrežnim stranicama), statistike lika (upisane u formular predviđen pravilima igre) i poliedarske kockice. Mnogi igrači također koriste minijaturne figurice na plohi s označenim poljima kao vizualno pomagalo, pogotovo tijekom bitke. Igru također obogaćuju brojni dodaci poput proširenih pravila, unaprijed pripremljenih pustolovina i svjetova, novih kataloga čudovišta, itd.

### Mehanika igre
Prije nego igra započne, svaki igrač stvara svog lika i zapisuje njegove podatke i statistike u formular (engl. character sheet). Prvo se određuju sposobnosti lika, izražene kao snaga (engl. strength), izdržljivost (engl. constitution), pokretljivost (engl. dexterity), inteligencija (engl. intelligence), mudrost (engl. wisdom) i osobnost (engl. charisma). Svako izdanje igre nudi različite metode određivanja ovih statistika, no u većini slučajeva određuje se bacanjem kockica. Igrač zatim odabire rasu, odnosno vrstu, za svog lika (čovjek, patuljak, vilenjak, itd.), pustolovno zanimanje, tzv. klasu (ratnik, čarobnjak, bard, itd.), moralno opredjeljenje, te ostale značajke koje će zaokružiti sposobnosti i biografiju igračeva lika.
Tijekom igre, igrači pokazuju namjere svojih likova, kao npr. napad mačem na neprijatelja ili obijanje brave, a zatim bacaju kockice - statistike lika ulaze u računicu i dobiva se rezultat. DM proglašava uspjeh ili neuspjeh te određuje posljedice. Uspjeh ovisi o zahtjevnosti zadatka i sposobnostima lika. U situacijama kada likovi nemaju kontrolu nad događajima, npr. ako aktiviraju zamku ili progutaju otrov, bacaju kockice za spašavanje (engl. saving throw), tj. imaju pravo na bacanje spašavanja.
Kroz tijek igre svaki igračev lik (engl. player character, skraćeno PC) se mijenja i uglavnom napreduje u svojim sposobnostima; likovi skupljaju (i ponekad gube) bodove iskustva, nalaze blago i kupuju bolju opremu, mijenjaju svoje svjetonazore poučeni pustolovnim iskustvima, napreduju kroz razine likova (engl. character level), itd. Iskustvo se ostvaruje izvršavanjem zadataka i prevladavanjem izazova, a više razine lika jačaju statistike lika i otvaraju nove mogućnosti i sposobnosti.
Zdravlje lika mjeri se kroz bodove zdravlja (engl. hit points, skraćeno HP), a pustolovne klase imaju različite količine tih bodova (ratnik je daleko izdržljiviji od čarobnjaka, pa ima mnogo više bodova zdravlja, tj. HP-a). Gubitak svih bodova zdravlja u pravilu rezultira smrću lika. U fantastičnom svijetu često je moguće uskrsnuti mrtve magijom, no onda kada to nije slučaj ili igrači to ne žele - izrade novog lika, uvedu ga u priču i nastave normalno igrati.

### Pustolovine, kampanje, moduli
Tipičnu igru D&D sačinjava pustolovina, ugrubo usporediva s kratkom pričom. DM može pustolovinu pripremiti sâm, a može i upotrijebiti unaprijed pripremljene pustolovine (tzv. module) koji se objavljuju kao dodatak igri još od njenih početaka. Objavljene pustolovine obično sadrže pozadinsku priču, ilustracije, karte i ciljeve za likove igrača. Neke uključuju i opise lokacija i tiskane materijale za igrače. 
Serija povezanih pustolovina u kontekstu igre zove se kampanja. Skup lokacija u kojima se ove pustolovine odvijaju (npr. u gradu, zemlji, planetu ili čitavom zamišljenom svemiru) zove se svijet kampanje (engl. campaign setting). Svjetovi D&D-a inspirirani su različitim fantastičnim podžanrovima i uključuju različite stupnjeve magije i tehnologije. Neki od najpopularnijih svjetova kampanja su: Greyhawk, Dragonlance, Forgotten Realms, Mystara, Spelljammer, Ravenloft, Dark Sun, Planescape, Birthright, te Eberron. Alternativno tome, DM može stvoriti vlastiti zamišljeni svijet kampanje.

### Minijature
Stolne ratne igre iz kojih se D&D razvio minijaturnim figurama predstavljaju vojne jedinice. D&D je u početku nastavio korištenje minijatura na sličan način, no izdanje iz 1977. sukobe u igri je uglavnom rješavalo verbalno. Minijature više nisu bile potrebne, ali neki su igrači nastavili koristiti ih kao vizualna pomagala. 1970-ih godina, mnoge su tvrtke počele proizvoditi minijature izrađene za Dungeons & Dragons i slične igre. Novija izdanja igre pretpostavljaju upotrebu minijatura u igri, ali ne inzistiraju na njima.

## Povijest igre